# Gayaneh
Gayaneh ou Gayané ou Gayné (en arménien : Գայանե) est un ballet en quatre actes sur une musique d'Aram Khatchatourian.

## Origine
Composé vers 1939, le ballet est interprété en public à Erevan sous le titre « Bonheur ». Il est revu, en 1941-42, sur une chorégraphie par Nina Alexandrovna Anisimova, femme de Derzhavin, d’après un livret écrit par Konstantin Derzhavin. Le ballet est à nouveau « revu » en 1952 puis en 1957 avec une nouvelle intrigue, une nouvelle mise en scène due au scénariste Natan Altman et de nouveaux costumes de Tatyana Bruni.

## Historique
La première de cette deuxième version a lieu le 9 décembre 1942 au Kirov, actuel Théâtre Mariinsky alors basé dans la ville de Perm, au cours de la Seconde Guerre mondiale. Elle est diffusée sur les ondes radiophoniques avec la distribution suivante :
- Natalia Dudinskaya : Gayané
- Nikolai Zubkovsky : Karen
- Konstantin Sergeyev : Armen
- Tatanya Vecheslova : Nune
- Boris Shavrov : Giko

Pavel Feldt est à la tête de l’orchestre.
Les deux mouvements les plus connus sont :
- La Danse du sabre maintes fois reprise par des artistes de musique pop (en 2011, par Michał Jelonek sur l'album Revenge (pl)[6])
- « l’adagio » qui accompagne, en bonne place, le film de Stanley Kubrick 2001, l'Odyssée de l'espace.

## L’intrigue
L’intrigue originale de Khatchatourian se déroule dans une ferme collectiviste de l'Union soviétique et reflète les attitudes et les sentiments des années 1940, lorsque le pays est impliqué dans la guerre mondiale. Elle retrace l’histoire simple d’une jeune arménienne, Gayaneh, fille d'Avanes, le responsable du kolkhoze et dont les convictions patriotiques entrent en conflit avec ses sentiments personnels lorsqu’elle découvre la trahison de son mari. Celui-ci est finalement capturé avec l’aide de Gayaneh, et livré à la justice. L’ensemble des kolkhozniks, surmontant leurs problèmes, remportent la victoire finale et créent triomphalement leur propre collectivité pour y vivre ensuite dans le bonheur. Tout se termine bien et le final du ballet est une célébration de l'amitié des peuples et des nations d'Union soviétique.
Cette intrigue initiale est plusieurs fois remaniée pour en faire une histoire exaltant l’enthousiasme nationaliste.

## Création du ballet
Le ballet, créé au Kirov de Perm, est basé sur la musique composée en 1939 par Khachaturian sous le titre « Bonheur » . Khachaturian compose une nouvelle orchestration à l’automne de 1941. Cette dernière version est présentée sur la petite scène du Théâtre d’État de Perm le 3 décembre 1942. En dépit des limitations imposées par l’étroitesse de la scène, l’effet sur les spectateurs est profond de par son message : malgré des temps très difficiles, la compagnie existe toujours et monte de nouveaux ballets. Anisimova contacte plusieurs danseurs différents, séjournant à Perm, pour les inviter à se produire au sein de sa compagnie. Elle y insuffle un sentiment combiné de « camaraderie » et d’ « effort » qui sont parfaitement adaptés à une évolution positive du ballet lui-même. La composition, la musique et la danse elle-même, réunis, créent une ambiance qui, malgré la faiblesse du livret, magnifie le triomphe de la danse ainsi que ses différentes possibilités.
Les conditions de travail quelque peu spartiates et les danseurs parfois obligés de répéter à proximité des ouvriers et autres mineurs travaillant pour l'effort de guerre mais le succès remporté par le ballet est vif, à la hauteur des espérances.

## Orchestration
| Instrumentation de Gayané |
| Bois |
| 1 piccolo, 3 flûtes (la 3e doublant le piccolo), 2 hautbois, 1 cor anglais, 3 clarinettes (la 3e doublant la clarinette basse, 1 saxophone alto, 2 bassons                               |
| Cuivres |
| 4 cors (en ‘’fa’’), 1 cornet, 3 trompettes (en fa, mi et ré), 1 trompette alto, 3 trombones et 1 tuba basse (en ‘’fa ‘’)                                                                 |
| Percussions |
| 1 triangle, 1 tambourin, 2 caisses claires (ou tambour militaire), cymbales, 1 grosse caisse,1 tam-tam, 1 Dohol, 1 doyre, 1 glockenspiel, 1 xylophone, 1 marimba, 1 vibraphone, 1 chimes |
| Cordes |

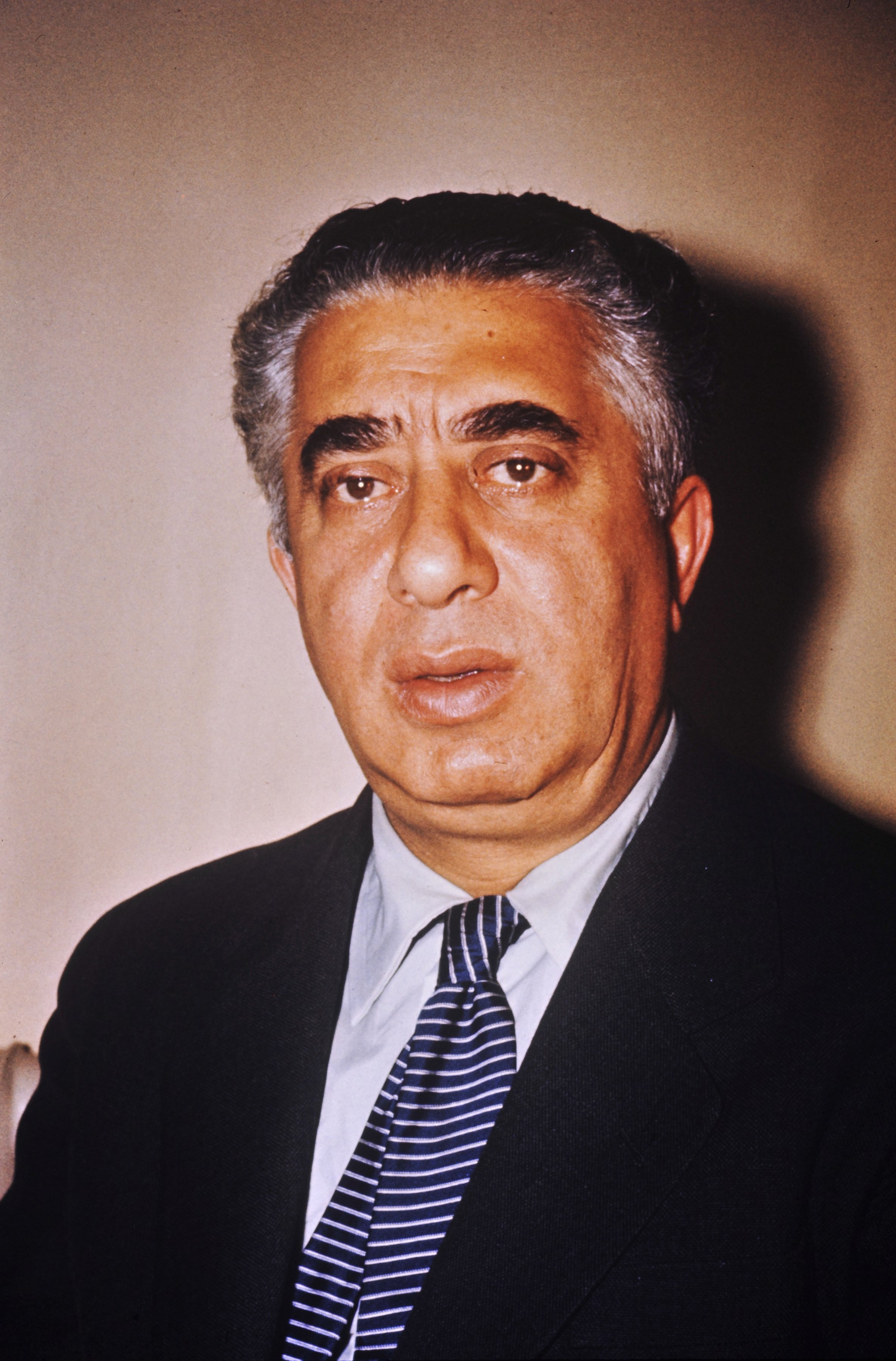
Aram Khachaturian

| À clavier : 1 Piano, 1 Célesta À cordes pincées ou frottées : 2 harpes, premier violon, seconds violons, altos, violoncelles, contrebasses                                               |

## Synopsis
Le personnage central est une jeune femme, Gayaneh, qui travaille dans un kolkhoze situé dans une région montagneuse près de la frontière du pays. Beaucoup d’éléments faits d’amitié, d’amour interethnique et de trahison s’entremêlent dans le cadre d’une cité arménienne.

### Acte I
Des kolkhoziens, dont l’héroïne Gayaneh, son père Ovanes, son frère Armen et sa jeune sœur, s’emploient à récolter le coton. Ils sont un modèle de travail à l’exception de Giko, le mari de Gayaneh, un poivrot paresseux. Gayaneh admoneste Giko pour son inconduite. Survient alors une dispute entre eux deux. Sur ces entrefaites arrive Kazakov, le commandant des gardes-frontières soviétiques. Commence alors une danse de bienvenue. En voyant Gayaneh offrir un bouquet de fleurs à Kazakov, Giko arrache violemment le bouquet des mains de sa femme et disparaît en ignorant les reproches des personnes présentes à la scène.

### Acte II
Dans la maison de Gayaneh, chacun essaye de la consoler : elle est très affectée par l’inconduite de son mari. On peut entendre le chant des tisserands de tapis. Au retour de Giko, Gayaneh chante pour endormir son enfant, Ripsime. Trois contrebandiers viennent voir Giko. Ils complotent pour se partager l’argent provenant de fonds publics qu’ils ont détourné et mettre le feu à un entrepôt de coton avant de s’enfuir à l’étranger. En surprenant cette conspiration, Gayaneh admoneste à nouveau son mari qui la pousse dans une autre pièce où il l’enferme à clef.

### Acte III
L’action se déroule dans une colonie kurde non loin du kolkhoze. Il y a beaucoup de monde dont Armen, le propre frère de Gayaneh, Aishe une fille kurde et son amoureux, Izmail. Surviennent Giko et les trois comploteurs qui demandent leur chemin à Armen. Ce dernier, devinant ce qu’ils cherchent, envoie de jeunes kurdes chercher Kazakov. En constatant cela, Giko et ses acolytes essayent de tuer Armen mais Kazakov arrive à temps pour arrêter le groupe de comploteurs. Cependant Giko parvient à s’échapper et met le feu à l’entrepôt de coton. Tandis qu’il essaye de s’enfuir en profitant de la confusion qui règne à ce moment, il est repéré par Gayaneh qui a réussi à se libérer de la pièce où il l’avait enfermée. Giko tente d’effrayer Gayaneh en menaçant de jeter leur enfant du haut d’une falaise. Comme Gayaneh ne semble pas vouloir céder, Giko la menace avec une dague. En entendant ses hurlements, Kazakov se précipite et arrête Giko qui devra comparaître devant la justice. Gayaneh récupère progressivement grâce aux soins dévoués de Kazakov. L’amour grandit entre eux.

### Acte IV
Le kolkhoze un an plus tard. C’est le jour de la cérémonie de consécration pour l’entrepôt qui a été reconstruit et le jour du mariage de Gayaneh et Kazakov, de Armen et Aishe et de Karen et Nune. Des danses folkloriques riches en couleur locale se succèdent. Le ballet s’achève au milieu des bénédictions.

## Analyse et discussion
Le ballet est modérément apprécié avant Joseph Staline et les représentations hors des frontières de l’URSS peu fréquentes. À l’époque, on pense que le modeste livret de l’œuvre n’est qu’un simple prétexte à une danse magnifiquement mise en scène et chorégraphiée par Anisimova qui a dansé dans la production originale. Chorégraphiquement, Anisimova, férue de danse classique, pense ce ballet en termes de danse de caractère.
Des extraits de « Gayaneh », en particulier le mariage de l’acte IV, occasion de superbes duo et Variations de Gayaneh et de Kazakov, son amoureux, sont au programme des compagnies et des écoles de danse. La chorégraphie, faite d’une combinaison de danse folklorique et classique, est inhabituelle pour l’époque surtout lorsque l’on y adjoint l’usage stylisé d’armes à la main, courant dans la culture arménienne.
Gayaneh est un exemple de danse de caractère et de ballet combinés. Diversité ethnique au sein d’une ferme collectiviste fait la toile de fond de la musique (adagios, ballets arméniens plein de vie, mélodies caucasiennes) tout comme la percutante histoire d’amour entre un couple de classe sociale différente. Pour ce qui est de la musique, Khachaturian introduit trois suites orchestrales dans la partition dont la « danse du sabre », au quatrième acte, est le plus connu.
La première représentation fait la place à Natalia Dudinskaya et Konstantin Sergeyev, figures de proue du ballet de Leningrad. Nina Anisimova danse l’arménienne à la fois image et symbole du socialisme : elle travaille dur, sait faire produire un maximum aux champs mais sait également jouir de la vie en employant son temps libre à danser et à rire.
Les danses du deuxième acte reflètent les différentes nationalités qui composent l’Union Soviétique. À l’époque, la République d’Arménie est une des quinze républiques au sein de l’Union. Pour cette raison, Anisimova a créé la fameuse « danse du sabre » qui, interprétée isolément, est devenue la pièce maîtresse de nombre de compagnies.
Certains critiques affirment qu’en termes strictement de ballet, Gayaneh n’est globalement pas en accord avec la norme du ballet non seulement en raison de la naïveté du livret mais encore de par son côté éminemment social. Par ailleurs, le style des mouvements au cours d’une danse qui se veut danse de caractère est inhabituelle et inattendue (flexion inhabituelle du corps, position inventée des bras qui n’appartient pas aux mouvements habituels de la danse classique, organisation globale du corps ne relevant pas du ballet classique) et, surtout, en accord avec la musique d’Aram Khachaturian, la chorégraphie est « caractérielle » comme Anisimova elle-même.
Chorégraphes, critiques et historiens persuadent le Kirov (actuellement Mariinski) de mettre en scène des extraits du ballet seulement.
La variation de Gayaneh, la variation de Giko, ainsi que les danses de caractère sont effectivement présentes dans le ballet et, par conséquent, dansées comme des pièces de gala. Après la première à Perm, Anisimova revoit la mise en scène du ballet par deux fois : une fois pour le Kirov puis une deuxième fois en 1952, faisant de cette dernière version la version définitive du ballet.
Nina Anisimova admet que la danse de Gayaneh ne suit pas la tradition édictée par Petipa, par exemple Le Lac des cygnes dans lequel le spectateur est entraîné dans une danse de divertissement distincte, véritable « danse de salon » selon Petipas lui-même mais elle démontre que la danse de caractère attire les spectateurs et devrait être incluse dans le monde du ballet classique dont elle fait naturellement partie. À l’époque, ce ballet, si critiqué, a permis de comprendre l’importance de l’art chorégraphique russe combinant dance de caractère et danse classique dont Gayaneh est un bon exemple. Elle marquera de son empreinte la chorégraphie russe du vingtième siècle.

## Reprises notables
- 1957 : chorégraphie de Vassili Vainonen, Bolchoï de Moscou

## Utilisation dans d’autres médias
L’Adagio a été repris dans les films 2001, l'Odyssée de l'espace (1968), Aliens le retour (1986), Jeux de guerre (1992), Danger immédiat (1994), L'Âge de glace 2 (2006) et, associé à d’autres extraits d’œuvres de Khachaturyan, Caligula.
Le Réveil et la variation d’Aisha font partie de la bande-son du film d'Emmanuel Mouret Fais-moi plaisir. Emmanuel Mouret utilise également un autre extrait, Lullaby (berceuse), dans Les Choses qu'on dit, les choses qu'on fait.
La Danse du sabre figure dans les films Un, deux, trois (1961), Scoop (2006) ainsi que dans nombre de films, émissions de télévision et jeux vidéo. Elle accompagne l’introduction des matchs des Sabres de Buffalo.

## Discographie partielle

### Intégrales
- Orchestre symphonique d’État de la Radio de l'URSS, Djansug Kakhidzé (dir.) - 1976, Mobile Fidelity
- National Philharmonic Orchestra, Loris Tjeknavorian (dir.) - 1976, RCA

### Sélections
- Orchestre philharmonique tchèque, dirigé par Zdenek Chalabala (dir.) - 1953, Supraphon (+ Shéhérazade de Rimsky-Korsakov)
- Orchestre philharmonique de Leningrad, Guennadi Rojdestvenski (dir.) - 1961, Deutsche Grammophon (+ œuvres de Glinka, Rimsky-Korsakov, Stravinsky)
- Orchestre symphonique de Londres, Antal Dorati (dir.) - 1963, Philips (+ Danses polovtsiennes d'Alexandre Borodine)
- Orchestre du Bolchoï, Yevgueny Svetlanov (dir.) - 2000, Brilliant (+ sélection de Spartacus)

### Source
- M. Bremster (dir.), International Dictionary of Ballet, Détroit, St James Press, 1993.